# Censo de los Estados Unidos de 1930
El censo de los Estados Unidos de 1930 es el décimo quinto censo realizado en Estados Unidos. Se llevó a cabo el 1 de abril de 1930 y dio como resultado una población de 122 775 046 habitantes.

## Realización
La Oficina del Censo de los Estados Unidos recolectó los siguientes datos de todos los habitantes del país:
- Dirección
- Nombre
- Sexo
- Raza (blanco, negro, indio, chino, japonés o mexicano)
- Si es indio, informar su tribu y si es de raza pura o mezclada
- Edad
- Relación con el jefe de familia
- Informar si vive en casa rentada o es propietario. Si renta, informar el costo de la renta. Si es propietario, informar el valor de la casa
- Informar si posee un radio
- Informar si vive en una granja
- Estado marital, si está casado, informar su edad al momento de casarse
- Escolaridad
- Alfabetismo
- Lugar de nacimiento de la persona y de sus padres
- Si es extranjero, informar su lengua común antes de emigrar, año de inmigración, informar si está naturalizado y su habilidad para hablar inglés
- Ocupación, industria y clase de trabajador
- Informar si fue a trabajar el día previo al censo
- Informar si es veterano de guerra

En los datos sobre raza se instruyó a los censistas a clasificar como negros a todos los que tuvieran ascendencia africana, sin importar el porcentaje que representara de su ascendencia o si tenían rasgos que les permitieran ser catalogados como blancos o indios. La única excepción era si la persona era reconocida públicamente como parte de una comunidad indígena, en ese caso se le clasificaba como indio. Los hijos de blancos e indios debían ser catalogados como indios salvo que la mayor parte de sus ancestros fueran blancos y no fuesen parte de una comunidad indígena. Adicionalmente se creó una clasificación racial especial para los mexicanos, que era ocupada por todos los nacidos en México, sin importar si se les podía considerar como parte de algún otro grupo racial.

## Resultados
| Posición | Estado               | Población   |
| -------- | -------------------- | ----------- |
| 1        | Nueva York           | 12 588 066  |
| 2        | Pensilvania          | 9 631 350   |
| 3        | Illinois             | 7 630 654   |
| 4        | Ohio                 | 6 646 697   |
| 5        | Texas                | 5 824 715   |
| 6        | California           | 5 677 251   |
| 7        | Míchigan             | 4 842 325   |
| 8        | Massachusetts        | 4 249 614   |
| 9        | Nueva Jersey         | 4 041 334   |
| 10       | Misuri               | 3 629 367   |
| 11       | Indiana              | 3 238 503   |
| 12       | Carolina del Norte   | 3 170 276   |
| 13       | Wisconsin            | 2 939 006   |
| 14       | Georgia              | 2 908 506   |
| 15       | Alabama              | 2 646 248   |
| 16       | Tennessee            | 2 616 556   |
| 17       | Kentucky             | 2 614 589   |
| 18       | Minnesota            | 2 563 953   |
| 19       | Iowa                 | 2 470 939   |
| 20       | Virginia             | 2 421 851   |
| 21       | Oklahoma             | 2 396 040   |
| 22       | Luisiana             | 2 101 593   |
| 23       | Misisipi             | 2 009 821   |
| 24       | Kansas               | 1 880 999   |
| 25       | Arkansas             | 1 854 482   |
| 26       | Carolina del Sur     | 1 738 765   |
| 27       | Virginia Occidental  | 1 729 205   |
| 28       | Maryland             | 1 631 526   |
| 29       | Connecticut          | 1 606 903   |
| 30       | Washington           | 1 563 396   |
| 31       | Florida              | 1 468 211   |
| 32       | Nebraska             | 1 377 963   |
| 33       | Colorado             | 1 035 791   |
| 34       | Oregón               | 953 786     |
| 35       | Maine                | 797 423     |
| 36       | Dakota del Sur       | 692 849     |
| 37       | Rhode Island         | 687 497     |
| 38       | Dakota del Norte     | 680 845     |
| 39       | Montana              | 537 606     |
| 40       | Utah                 | 507 847     |
| 41       | Distrito de Columbia | 486 869     |
| 42       | Nuevo Hampshire      | 465 293     |
| 43       | Idaho                | 445 032     |
| 44       | Arizona              | 435 573     |
| 45       | Nuevo México         | 423 317     |
| 46       | Hawái                | 368 300     |
| 47       | Vermont              | 359 611     |
| 48       | Delaware             | 238 380     |
| 49       | Wyoming              | 225 565     |
| 50       | Nevada               | 91 058      |
| 51       | Alaska               | 59 278      |
| Total    | Total                | 122 775 046 |

## Ciudades más pobladas
| Posición | Ciudad        | Estado               | Población |
| -------- | ------------- | -------------------- | --------- |
| 1        | Nueva York    | Nueva York           | 6 930 446 |
| 2        | Chicago       | Illinois             | 3 376 438 |
| 3        | Filadelfia    | Pensilvania          | 1 950 961 |
| 4        | Detroit       | Míchigan             | 1 568 662 |
| 5        | Los Ángeles   | California           | 1 238 048 |
| 6        | Cleveland     | Ohio                 | 900 429   |
| 7        | San Luis      | Misuri               | 821 960   |
| 8        | Baltimore     | Maryland             | 804 874   |
| 9        | Boston        | Massachusetts        | 781 188   |
| 10       | Pittsburgh    | Pensilvania          | 669 817   |
| 11       | San Francisco | California           | 634 394   |
| 12       | Milwaukee     | Wisconsin            | 578 249   |
| 13       | Búfalo        | Nueva York           | 573 076   |
| 14       | Washington    | Distrito de Columbia | 486 869   |
| 15       | Mineápolis    | Minnesota            | 464 356   |
| 16       | Nueva Orleans | Luisiana             | 458 762   |
| 17       | Cincinnati    | Ohio                 | 451 160   |
| 18       | Newark        | Nueva Jersey         | 442 337   |
| 19       | Kansas City   | Misuri               | 399 746   |
| 20       | Seattle       | Washington           | 365 583   |